# Jaid Barrymore
 (mars 2019).
Si vous disposez d'ouvrages ou d'articles de référence ou si vous connaissez des sites web de qualité traitant du thème abordé ici, merci de compléter l'article en donnant les références utiles à sa vérifiabilité et en les liant à la section « Notes et références ».
Pour les articles homonymes, voir Barrymore.
Dans le nom hongrois Makó Ildikó Jaid, le nom de famille précède le prénom, mais cet article utilise l’ordre habituel en français Ildikó Jaid Makó, où le prénom précède le nom.
Jaid Barrymore, née Ildikó Jaid Makó, est une actrice et productrice allemande d'origine hongroise. 

## Biographie
Elle est née le 8 mai 1946 dans un camp de personnes déplacées à Brannenburg en Allemagne.
Elle a épousé John Drew Barrymore avec qui elle a eu une fille: Drew Barrymore.
Elle a déjà posé pour le magazine Playboy.

## Filmographie
- 1982 : Les Croque-morts en folie (Night Shift)
- 1984 : Divorce à Hollywood (Irreconcilable Differences)
- 1992 : Me, Myself and I
- 1992 : Guncarzy
- 1992 : Eek! Le chat (Eek! The Cat) (TV)
- 1993 : Doppelganger
- 1994 : Inevitable Grace
- 1997 : Silent Prey
- 1998 : Enchanted
- 1998 : Les Derniers Jours du disco (The Last Days of Disco)
- 1999 : The Stand-In
- 2000 : He Outta Be Committed
- 2000 : Glam-Trash
- 2001 : The Wedding
- 2001 : Directing Eddie
- 2002 : Big Apple
- 2003 : The Lucky Ones
- 2005 : Funny Valentine
- 2005 : Searching for Bobby D